# FIFA 2000
FIFA 2000 (u SAD-u FIFA 2000 - Major League Soccer, u Japanu FIFA 2000 - Europe League Soccer) je nogometna videoigra iz serijala FIFA. Proizvođač je EA Sports, a izdavač Electronic Arts. Izašla je 28. listopada i 15. studenog 2000. godine za PC (Microsoft Windows), PlayStation i Game Boy Color.